# Witulandia

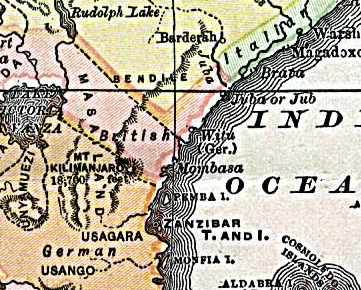
Mapa mostrando la posición de Witu en la costa del océano Índico.

Witulandia (llamada también Witu, Vitu, Protectorado de Witu o Swahililandia) era un territorio de África Oriental de aproximadamente 3000 km² (1200 mi²) centrado en la ciudad de Witu, situada en el interior del puerto de Lamu en el océano Índico, al norte de la desembocadura del río Tana, en lo que ahora es Kenia.

## Historia

### Sultanato primerizo (1858-1885)
Witu fue fundado en 1858 por el antiguo soberano del sultanato insular de Pate después de varios intentos frustrados de establecerse en el continente. El sultanato de Witulandia fue un refugio para los esclavos que huían de la trata de esclavos de Zanzíbar, y por dicha razón fue blanco de ataques del Sultanato de Zanzíbar (gobernado por una rama de la dinastía omaní, bajo protectorado británico). Al enfrentarse a un aumento en las redadas de esclavos del Sultanato de Zanzíbar, el sultán de Witu solicitó formalmente la protección alemana para que "finalmente tenga alivio de los ataques de los guerreros de Zanzíbar".

### Protectorado alemán (1885-1890)

Bandera del sultán Fumobakari en 1890.

En 1885 los hermanos alemanes Clemens y Gustav Denhardt negociaron un tratado con Ahmed ibn Fumo Bakari, el primer mfalme (palabra suajili para sultán o rey) de Witu, quien cedió el 8 de abril de 1885, 25 millas cuadradas de territorio a la "Compañía de Tana", propiedad de los hermanos, y el resto de Witulandia se convirtió en el protectorado alemán de Witulandia (Deutsch-Witu) el 27 de mayo de 1885. El Reich era representado allí por los residentes alemanes Gustav Denhardt (1856-1917; en el cargo desde el 8 de abril de 1885 al 1 de julio de 1890) y su suplente Clemens Andreas Denhardt (1852-1928). El dominio alemán fue relativamente poco riguroso, y el territorio continuó siendo un refugio para los esclavos que se fugaban.
En 1889, Witulandia emitió varios sellos postales aunque su uso postal no ha sido verificado.

### Dominio británico y las Expediciones Witu

Bajo dominio británico (31 de julio de 1893-1920), un pabellón rojo con la bandera del Reino Unido en el centro.

De acuerdo con el Tratado de Heligoland-Zanzíbar del 18 de junio de 1890, la región fue declarada como protectorado británico, siendo formalmente cedida por el Imperio alemán al Imperio británico el 1 de julio de 1890, la cual anexionó Witulandia al África Oriental Británica, a pesar de las protestas de los habitantes del territorio, quienes deseaban permanecer bajo protección alemana.
Poco después varios comerciantes alemanes fueron asesinados, y se envió una expedición punitiva británico-zanzibarí. Roger Keyes, importante almirante británico que entonces tenía solo 18 años de edad, era integrante del cuerpo expedicionario. Las tropas aterrizaron y descendieron en Witu el 26 de octubre de 1890. Después de una serie de tiroteos, el sultán Fumo Bakari ibn Ahmad huyó de la ciudad, con aproximadamente 3.000 de sus pistoleros restantes. Fue depuesto por los británicos y murió poco después.
Después de un breve reinado de Bwana Shaykh ibn Ahmad, el gobierno (ahora reducido a vasallo del Sultanato de Zanzíbar) fue otorgado a Fumo 'Umar (o' Umari) ibn Ahamd. La esclavitud también fue abolida formalmente en Witu en marzo de 1891, y se trajo a la policía india para hacer cumplir el nuevo acuerdo.
Un hermano de Fumo Bakari, con el nombre de Fumo Omán, se resistió al nuevo régimen y comenzó a liderar incursiones cada vez más violentas en aldeas y granjas alrededor de la cercana ciudad de Jongeni, al noreste de Witu. Fracasó un breve intento de diplomacia y los gobiernos británico y zanzibarí prepararon una segunda expedición naval a Witu.
Una pequeña fuerza expedicionaria llegó en Witu en julio y se envió una segunda solicitud de negociación a Fumo Omán. Esta fue rechazada y los marines marcharon en las principales ciudades bajo control rebelde. Bosques gruesos y pozos camuflados con estacas afiladas rodeaban las ciudades fuertemente fortificadas, y los hombres armados rebeldes habían preparado posiciones defensivas que permitían el fuego pesado. Sin embargo, después de prolongados e intensos tiroteos, los marines navales se abrieron camino en cada ciudad y destruyeron las fortificaciones. Fumo Omán huyó y Fumo 'Umari bin Hamid fue reincorporado.
Fumo 'Umari trasladó la capital a Jongeni, pero el crecimiento del poder británico y de la importancia regional de Zanzíbar hizo que la posición y la independencia de Witu disminuyeran gradualmente.

## Lista de gobernantes
Los sultanes reinantes conocidos (llamados mfalume en suajili) fueron:
- 1858-1888: Ahmad ibn Fumo Bakari
- 1888-1890: Fumo Bakari ibn Ahmad
- 1890-1891: Bwana Shaykh ibn Ahmad
- 1891-1893: Fumo 'Umar ibn Ahmad (1.er reinado)
- 1893-7 de julio de 1895: Vacante
- 7 de julio de 1895-1923: Fumo 'Umar ibn Ahmad (2.º reinado)